# Vrachtcontainer

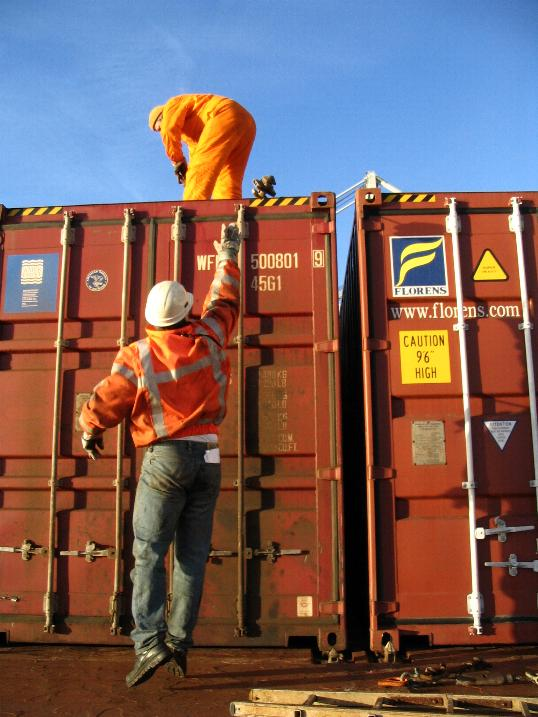
Een stuwadoor gooit een twistlock op een container

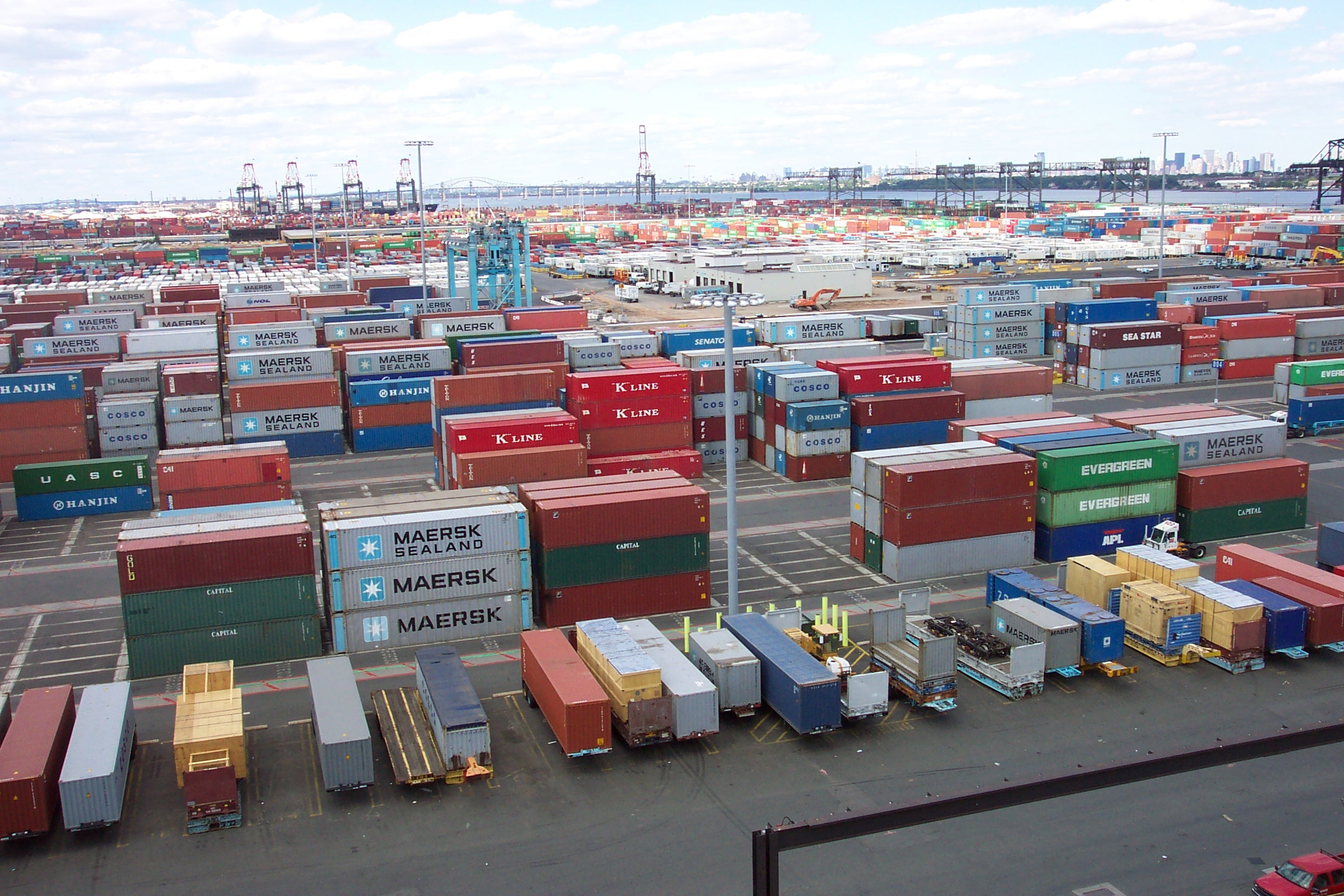
Containers in de haven van New Jersey

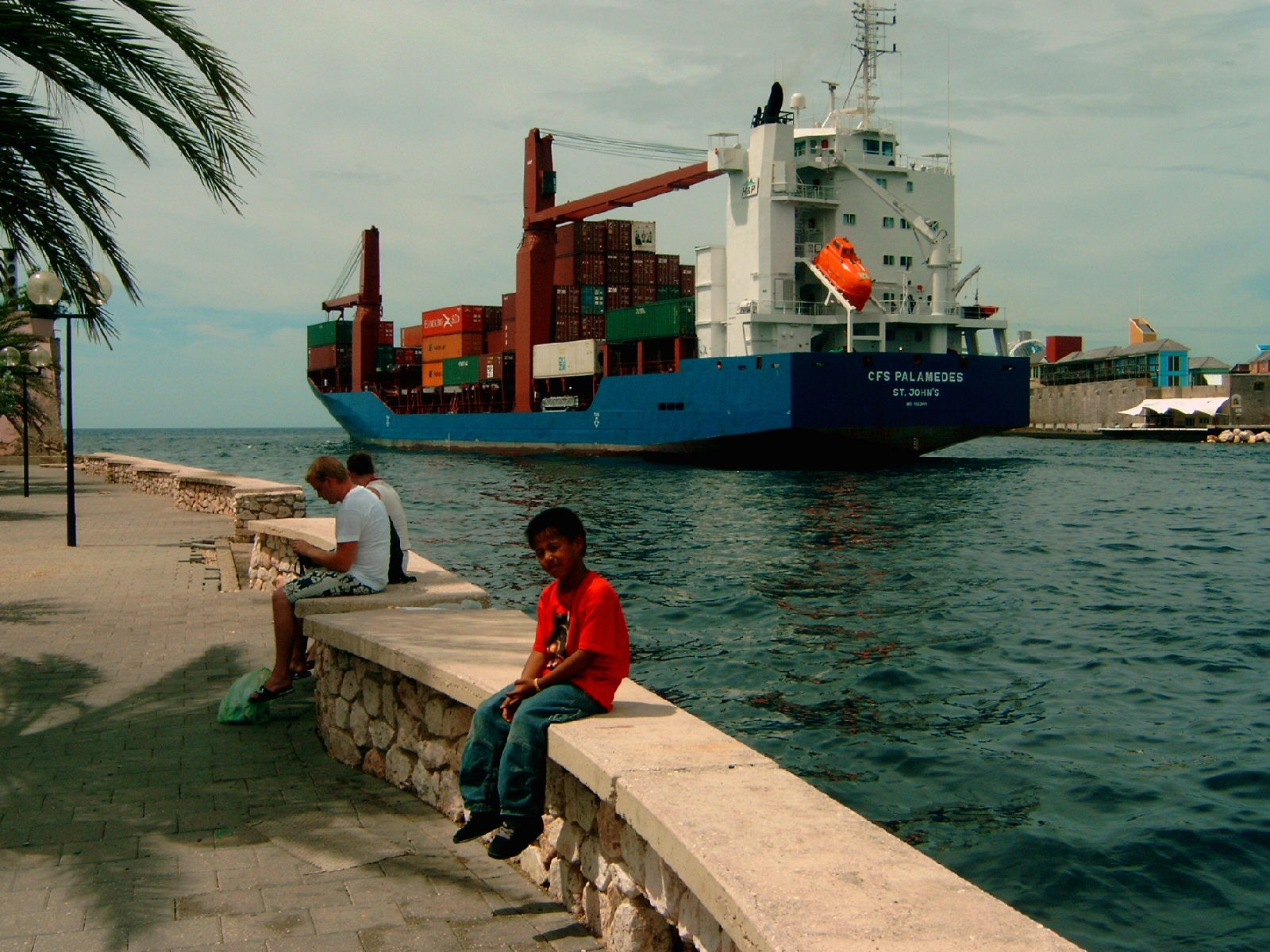
Een containerschip verlaat de haven van Curaçao

Een vrachtcontainer, zeecontainer, scheepscontainer of vaak kortweg container is een gestandaardiseerde metalen kist voor het transport van losse goederen. Door het gebruik van standaardafmetingen kan de container zowel via het water als via de weg en het spoor worden vervoerd zonder dat de goederen zelf bij het overladen hoeven te worden uit- en ingeladen.
De standaardmaat van een container heet TEU. Luchtcontainers, geschikt voor vliegtuigen, zijn in het algemeen smaller dan de standaardcontainers.
Een TEU is 20 voet (ca. 6,10 meter) lang, 8 voet (2,44 meter) breed en 8½  voet (2,59 meter) hoog. Er zijn ook containers van 10 (voornamelijk voor offshore en opslag), 30 (voornamelijk tankcontainers), 40 en 45 voet (respectievelijk ca 3, 9, 12 en 13,65 meter) lang, met dezelfde breedte en hoogte; deze worden voornamelijk voor transport over land gebruikt. De hoogte van een container kan 8 voet, 8½ voet of 9½ voet zijn.

## Geschiedenis
De container als transporteenheid is in de jaren dertig uitgevonden door Malcom McLean. Het duurde echter nog tot 1955 voordat containers echt werden gebruikt. Toen werden ze geïntroduceerd bij de White Pass & Yukon Route, die het eerste containerschip, de Clifford J. Rogers, had laten bouwen. De containers werden gebruikt om goederen eenvoudig van hun treinen op hun schepen te kunnen overladen. In 1959 werd de eerste containerkraan in gebruik genomen.
In 1966 werd de eerste container gelost in de haven van Rotterdam. Hij werd gelost van het SS Fairland, het eerste schip in een lijndienst tussen New York en Rotterdam, van de moeder der containerrederijen, Sea-Land Service, opgericht door Malcom McLean. Om de nodige voorzieningen te kunnen treffen richtten een aantal Rotterdamse verladers in 1966 de Europe Container Terminals (ECT) op. Tegenwoordig zijn containers onmisbaar geworden bij het vervoer van stukgoederen.
Hoewel de container al in de jaren dertig was uitgevonden, ontbrak aanvankelijk de noodzaak om hem algemeen in te voeren. Toenemende wereldhandel, congestie in de havens en arbeidsonrust deed in de jaren zestig de transporttijd tussen Europa en de Verenigde Staten echter toenemen tot enkele maanden. Mechanisering kon hierbij een oplossing bieden, maar de hiervoor benodigde standaardisatie van de laadmodules, zou de enorme flexibiliteit van het bestaande systeem van lijn- en wilde vaart tenietdoen. Onder de klassieke rederijen bestond dan ook de nodige weerstand, maar op 23 april 1966 begon Sea-Land dan toch de eerste trans-Atlantische containerdienst. Het bleek nu mogelijk dezelfde lading in een week van kust tot kust te verschepen, waarbij de kans op schade ook nog eens aanzienlijk was afgenomen. Het maakte internationale handel op een tot dan toe ongekende schaal mogelijk en in dertig jaar tijd verdween het flexibele systeem van lijnvaart en wilde vaart met stukgoedschepen dat de koloniale rijken een eeuw lang zo goed had gediend.
Op grote schaal was dit alleen mogelijk door de ontwikkelingen in informatie- en communicatietechnologie. Zonder computersystemen was het niet eenvoudig om de containerstromen en ladingpapieren te boeken en te volgen. De hiervoor benodigde mainframes waren slechts te bekostigen door de grotere bedrijven, zodat veel kleine rederijen opgingen in grotere verbanden.

## Gebruik
De container heeft het voordeel dat hij heel vlot van het ene transportmiddel op het andere kan worden overgeladen, onder meer in multimodale havens waar water-, spoor- en autowegen samenkomen. Er zijn speciale containerwagons en -vrachtauto's ontwikkeld die precies de juiste maat hebben. Bij het stapelen van containers maakt men gebruik van stackers, om het onderling verschuiven te voorkomen.
In 2013 kwamen de grootste containerschepen in de vaart. Een Maersk triple-E-schip kan iets meer dan 18.000 TEU meenemen. In de binnenvaart kan men elke hoeveelheid tussen de 1 en 842 TEU tegelijk vervoeren. Het grootste binnenvaartschip is de Ursa Montana, een zogenoemd koppelverband.

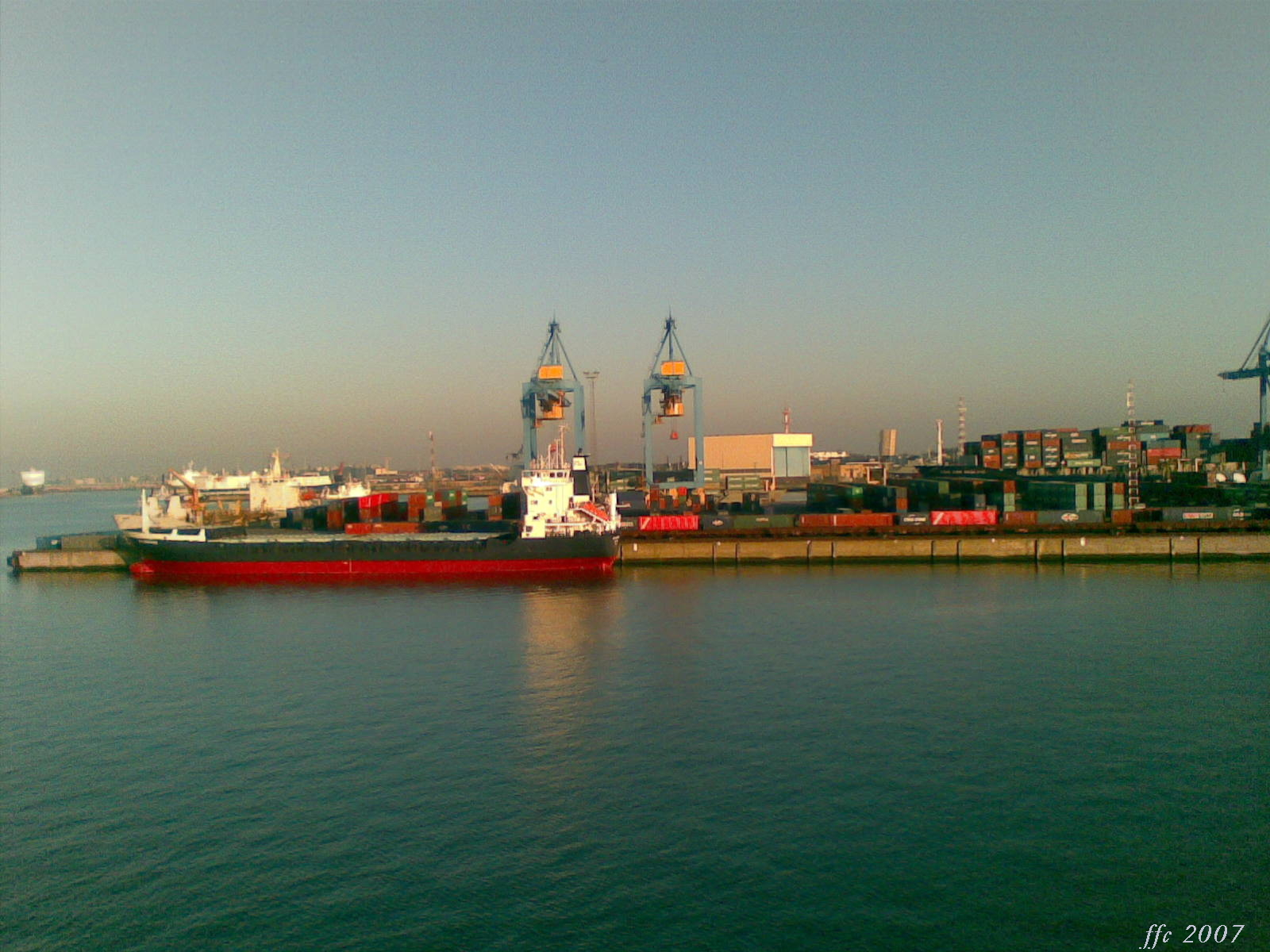
Trimodale water- spoor- en wegterminal in de Zeebrugge

Binnen de gestandaardiseerde buitenafmetingen is het al lang niet meer de eenvoudige metalen doos van de beginfase. Technisch is vrijwel alles mogelijk geworden: tankcontainer (voor vloeistoffen), open top containers (voor bulklading en hoge lading), koel- en vriescontainers (reefers, met of zonder eigen aggregaat), open side containers, flat-racks en flat beds. Er zijn nu containers met machines en aggregaten (onder meer voor de baggerindustrie), met stapelbare (nood)woningen en bouwketen. Het leger en de brandweer ontwikkelden mobiele commandocentrales in containers. Het aantal technische toepassingen is eindeloos.
Containers maken het vervoer van stukgoederen veel goedkoper dan vroeger. Het transport van een Chinese haven naar Antwerpen, Zeebrugge of Rotterdam kostte zo'n USD 978 per TEU in mei 2011. Brandstofkosten maakten hiervan de helft uit. Voor stukgoederen zijn ze dan ook bijna de enige manier van transport geworden in gespecialiseerde containerhavens zoals Rotterdam, Zeebrugge en Antwerpen. In 2006 was Rotterdam gastheer voor het Year of the Container naar aanleiding van de 50e verjaardag van de container. Het containervervoer blijft sneller toenemen, ook als de rest van de economie vertraagt.
Het nadeel van de containers is dat ze leeg evenveel ruimte innemen als vol. Op haventerreinen, opslag- en overslagplaatsen en op de schepen nemen ze dus kostbare ruimte in waar geen betaalde lading staat. Proeven met opklapbare containers zijn tot op heden op niets uitgelopen: je kunt wel ruimte besparen, maar zulke containers zijn niet waterdicht en dus ongeschikt voor transport op zee voor droge lading. Ook verslijten ze veel sneller en is de opklapfunctie verdwenen als de container een kleine beschadiging oploopt. Het vervoer van lege containers maakt een substantieel deel uit van het transportvolume en kost de bevrachters veel geld, al kunnen ze dit vaak wel gemakkelijk terugverdienen doordat het transport van volle containers, in de andere richting, wel geld oplevert.

### Trafiek
De wereldwijde trafiek van containers wordt gemonitord en in kaart gebracht door verschillende agentschappen, onder meer de OESO, en Drewry, dat met de World Container Index ook de prijsevolutie bijhoudt.

## Identificatie

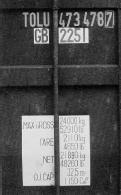
Container-identificatie

Elke container draagt een label met identificatie en technische gegevens: een uniek identificatienummer (waarbij het laatste cijfer een controlecijfer is), het land waar hij is geregistreerd, de eigenaar, het tarra, het maximum netto- en het maximum brutogewicht.
De vier letters (ook wel prefix genoemd) zeggen iets over de eigenaar van de container. De prefixcodes worden uitgegeven en beheerd door de organisatie BIC (Bureau International des Containers).
De code GB 2251 op de foto hiernaast is inmiddels vervangen.
De eerste twee letters die de plaats van herkomst kenbaar maakten (GB=Great Britain) zijn vervallen.
Er rest nu nog slechts voor bijvoorbeeld een 40-voet 8,6: 42G1, een 20-voet 8,6: 22G1 en bijvoorbeeld een 40-voet reefer 9,6: 45R1.

## Keuringen
Een zeecontainer dient voorzien te zijn van een geldige keuring voordat hij getransporteerd mag worden. Bij zeecontainers is dit de zogenoemde CSC-keuring. Bij een nieuwe zeecontainer is deze CSC-keuring standaard aanwezig en geldig voor de eerste vijf jaar, hierna dient hij elke keer opnieuw gekeurd te worden.
Bij herkeuringen kan de te verlengen periode van de keuring maximaal 24 maanden bedragen.

## Overslag
Containers kunnen op terminals worden overgeslagen door kadekranen en containerliften.
Computergestuurde kranen weten waar de containers met een bepaalde bestemming staan en zorgen ervoor dat die containers worden opgezocht als een schip met die bestemming wordt beladen.
Enkele voorbeelden van dergelijke grote op- en overslagterminals in de Benelux zijn:
- APM Terminal te Rotterdam (Maasvlakte)
- ECT Delta Terminal te Rotterdam (Maasvlakte)
- DP World te Antwerpen
- MSC Home terminal te Antwerpen

## Standaardisatie
De American Standards Association (ASA), het tegenwoordige American National Standards Institute (ANSI), kwam in 1958 met standaardafmetingen in Materials Handling 5 (MH-5). Sea-Land en Matson waren hier niet bij betrokken en verzetten zich tegen deze standaardisatie. Uiteindelijk werd een breedte van 8 voet afgesproken, een maximum hoogte van 8,5 voet en drie paar lengtes, 20/40 voet, 12/24 voet en 17/35 voet. De lengte van 40 voet was het maximum op de Amerikaanse spoorwegen, 12 en 24 voor Matson en 35 voet was in alle staten toegestaan voor opleggers. In 1959 kwam de National Defence Transportation Association met 8 voet breedte en hoogte en 20 en 40 voet lengte. In 1968 kwam de Internationale Organisatie voor Standaardisatie (ISO) met ISO 668 waarin standaardafmetingen werden vastgelegd. Later volgden onder meer ISO 830 waarin het vocabulaire werd vastgelegd, ISO 1161 waarin de containerhoeken (corner castings) werden vastgelegd en ISO 1496 voor specificatie en testen.

### Standaardafmetingen
De 40-voetcontainer is de populairste container wereldwijd. Grotere containertypen zijn meer gemeengoed geworden, in het bijzonder in Noord-Amerika. Kleinere containers (zoals 10-voetcontainers) zijn zeldzaam.
Onderstaande tabel laat de massa's en afmetingen zien van de drie meest toegepaste containertypen, wereldwijd. De gewichten en afmetingen waarnaar verwezen wordt zijn gemiddelden; containers van een type kunnen lichte variaties in werkelijke afmetingen en gewichten vertonen, afhankelijk van de containerfabrikant.
|                       |                       | 20′-container | 20′-container | 40′-container | 40′-container | 45′-high-cube-container | 45′-high-cube-container |
| imperial              | metrisch              | imperial      | metrisch      | imperial      | metrisch      |                         |                         |
| --------------------- | --------------------- | ------------- | ------------- | ------------- | ------------- | ----------------------- | ----------------------- |
| buiten- maten         | lengte                | 19' 10½"      | 6,06 m        | 40′ 0″        | 12,19 m       | 45′ 0″                  | 13,72 m                 |
| buiten- maten         | breedte               | 8′ 0″         | 2,44 m        | 8′ 0″         | 2,44 m        | 8′ 0″                   | 2,44 m                  |
| buiten- maten         | hoogte                | 8′ 6″         | 2,59 m        | 8′ 6″         | 2,59 m        | 9′ 6″                   | 2,90 m                  |
| binnen- maten         | lengte                | 18′ 10 ″      | 5,87 m        | 39′ 5 ″       | 12,03 m       | 44′ 4″                  | 13,56 m                 |
| binnen- maten         | breedte               | 7′ 8 ″        | 2,35 m        | 7′ 8 ″        | 2,35 m        | 7′ 8 ″                  | 2,35 m                  |
| binnen- maten         | hoogte                | 7′ 9 ″        | 2,39 m        | 7′ 9 ″        | 2,39 m        | 8′ 9 ″                  | 2,70 m                  |
| deuropening           | breedte               | 7′ 8 ⅛″       | 2,34 m        | 7′ 8 ⅛″       | 2,34 m        | 7′ 8 ⅛″                 | 2,34 m                  |
| deuropening           | hoogte                | 7′ 5 ¾″       | 2,28 m        | 7′ 5 ¾″       | 2,28 m        | 8′ 5 ″                  | 2,59 m                  |
| inhoud                | inhoud                | 1169 ft³      | 32,9 m³       | 2385 ft³      | 67,5 m³       | 3040 ft³                | 86,0 m³                 |
| maximum geladen massa | maximum geladen massa | 52 910 lb     | 24 000 kg     | 67 200 lb     | 30 480 kg     | 67 200 lb               | 30 480 kg               |
| leeg gewicht          | leeg gewicht          | 4850 lb       | 2200 kg       | 8380 lb       | 3800 kg       | 10 580 lb               | 4800 kg                 |
| netto lading          | netto lading          | 48 060 lb     | 21 800 kg     | 58 820 lb     | 26 680 kg     | 56 620 lb               | 25 680 kg               |